# Radio Televisión Nacional de Burundi
La Radio Televisión Nacional de Burundi (en francés: Radio-Télévision nationale du Burundi) (RTNB) es un organismo público de televisión y radiodifusión dependiente del Ministerio de Comunicación Burundi.

## Características
La Radio Nacional de Burundi y Televisión incluye dos estaciones de radio y un canal de televisión:
- Radio Nacional de Burundi creada en 1960 y que consta de dos emisoras.
- Televisión Nacional de Burundi creada en 1984.

La información se emite en kirundi, francés y kiswahili.
En junio de 2013, Burundi anunció una migración de la televisión analógica a televisión digital antes del 31 de diciembre de 2014.

## Historia
Tras el intento de Golpe de Estado en Burundi del 13 de mayo de 2015, soldados fueron vistos vigilando la sede de RTNB. El 14 de mayo los golpistas intentaron tomar el control de la RTNB que continuaba bajo el control de las fuerzas leales al gobierno. Además, también hubo combates para controlar otros medios de comunicación como la Radio Pública Africana, que fue incendiada.
Reuters informó que un periodista en la emisora estatal dijo que había «un intenso tiroteo» en torno a la estación de radio en la capital. Se reportaron cinco soldados fallecidos en enfrentamientos donde el gobierno dijo que volvió a tomar el control de los sitios.